# Kleenex

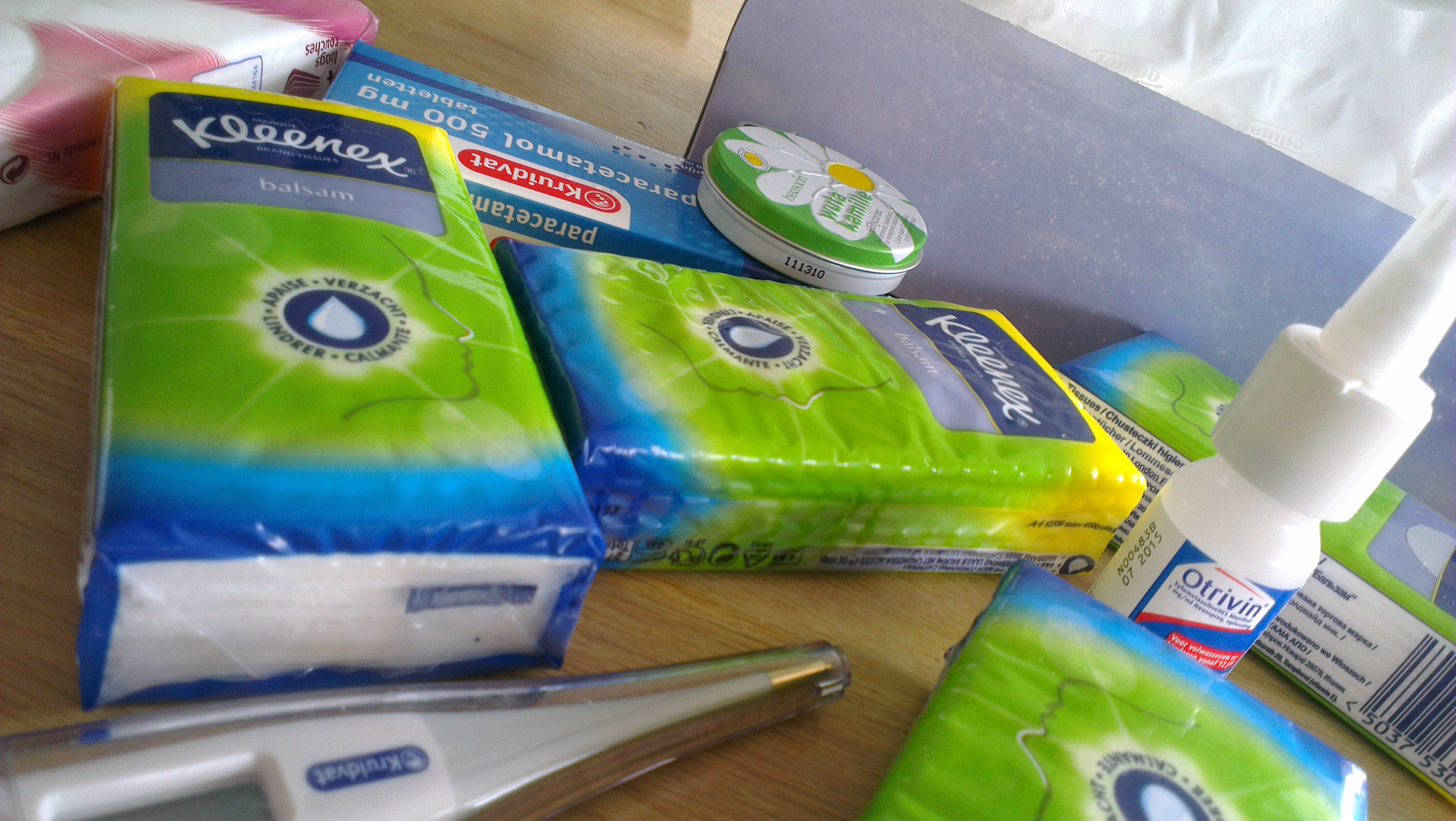
Fazzoletti della Kleenex

Kleenex è un marchio che produce vari prodotti a base di carta, come fazzoletti, carta igienica, asciugamani di carta, assorbenti e pannolini. Il nome Kleenex è un marchio della Kimberly-Clark Worldwide, Inc. I prodotti Kleenex sono fabbricati in 30 paesi e venduti in oltre 170 paesi. I Kleenex detiene inoltre i marchi Cottonelle, Huggies e VIVA. Il marchio fu utilizzato per la prima volta nel 1924.

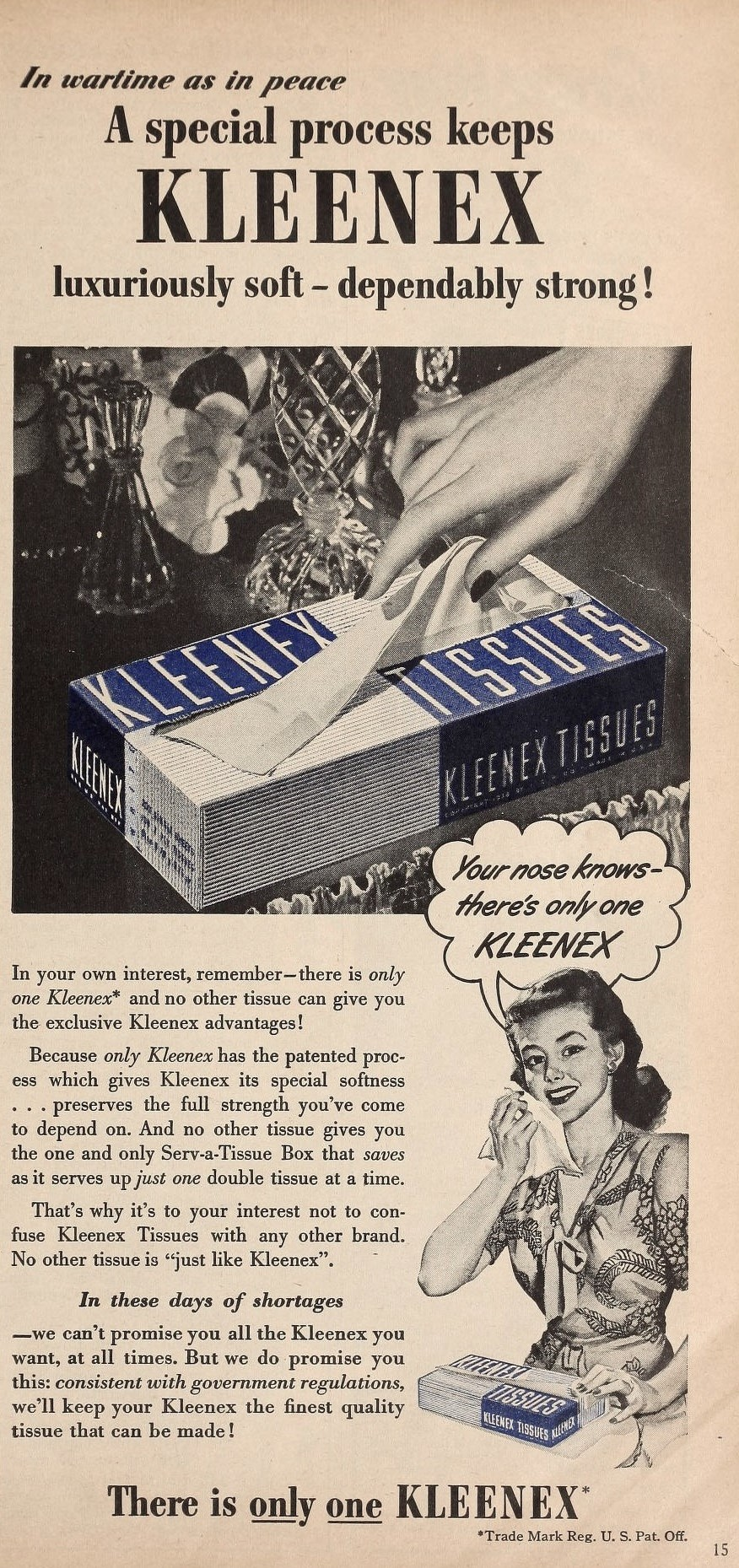
Manifesto pubblicitario della Kleenex risalente al 1945

## Storia
Dopo la prima guerra mondiale la società Kimberly-Clark, con sede in Wisconsin in Stati Uniti, creò dei fogli in cellulosa. I primi fazzoletti di carta furono commercializzati nel 1924 come prodotti assorbenti per la rimozione del trucco con il nome di Kleenex.